# Arsène Lupin (film 2004)
Arsène Lupin – przygodowy film akcji produkcji francusko-hiszpańsko-włosko-brytyjskiej z 2004 roku.

## Fabuła
Historia zaczyna się w 1882 roku w Normandii, kiedy Arsène jest jeszcze dzieckiem. Jest synem Theophraste’a Lupina, przebiegłego złodzieja, oraz Henrietty d’Andresy. Kiedy  żandarmeria zjawia się, aby aresztować jego ojca, mężczyzna ucieka. Niedługo później odnalezione zostają jego zwłoki. Kilkanaście lat później, gdy Arsène Lupin jest już znany w swoim fachu, spotyka dziwną kobietę, Josèphine, która wydaje się być nieśmiertelna i mającą w posiadaniu hipnotyczny lek zniewalający ludzi. Przychodzi mu się zmierzyć z tajnym stowarzyszeniem oraz z Josèphine, którzy zamierzają zdobyć trzy krucyfiksy odsłaniające tajemnicę zaginionego skarbu.

## Obsada
- Romain Duris jako Arsène Lupin
- Kristin Scott Thomas jako Josèphine Balsamo, hrabina Cagliostro
- Pascal Greggory jako Beaumagnan
- Eva Green jako Clarisse de Dreux-Soubise
- Robin Renucci jako Duke of Dreux-Soubise
- Patrick Toomey jako Léonard
- Mathieu Carrière jako Duc d’Orléans
- Philippe Magnan jako Bonnetot
- Philippe Lemaire jako Cardinal of Etigues
- Marie Bunel jako Henriette d'Andrésy
- Aurélien Wiik jako Jean Lupin
- Xavier Beauvois jako doktor